# 柳川平助

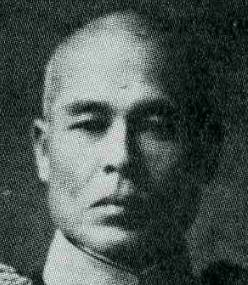
柳川平助

柳川平助（1879年10月2日—1945年1月22日），日本長崎縣出身之日本陸軍軍人，最終階級至陸軍中将。曾任司法大臣、國務大臣，曾指揮参与南京大屠杀的日軍第10军，但他於1945年病亡未審。

## 生平
村松小學、舊制長崎中學畢業。1900年日本陸軍士官學校（12期）畢業。日俄戰爭時以中尉軍階隨軍作戰。1912年日本陸軍大學校（24期）優等畢業。
1935年12月2日以日軍陸軍中將身分調往台灣擔任台灣軍司令官，牡丹鄉石門古戰場「忠魂碑」（征蕃役戰死病歿者忠魂碑）為其所署名（1936年3月15日除幕），宜蘭公園內「忠魂塔」碑為其所署名（1936年8月），1936年8月1日免。二戰期間，柳川率領日軍所轄第10軍，進攻中國杭州灣、上海、南京等華中地區。1940年12月任第2次近衛內閣司法大臣，1941年7月繼任第3次近衛内閣國務大臣。1945年年初心臟病死去。

## 關連項目
- 南京大屠殺

| 前任： 寺內壽一 | 台灣軍司令官 1935年上任 | 繼任： 畑俊六 |